# Оптимальний процес
Оптима́льний проце́с (рос. оптимальный процесс; англ. optimal process, нім. optimaler Prozess m, optimaler Vorgang m) — процес, який забезпечує найкращі (оптимальні) показники (продукції, режимних параметрів, енергоспоживання, екологічних параметрів тощо). 
Досягається застосуванням адаптивних систем керування, які здатні автоматично змінювати алгоритм управління, свої характеристики і структуру. 
Оптимальний процес — це об'єкт управління в оптимальних системах автоматичного керування.